# Горење (Постојна)
Горење (словен. Gorenje, итал. Goregna di Bucuie) је насељено место у општини Постојна, Приморско-нотрањска регија, Словенија.

## Историја
До територијалне реорганизације у Словенији било је у саставу старе општине Постојна.

## Становништво
У попису становништва из 2011. године, Горење је имало 102 становника.
| Број становника према пописима | Број становника према пописима | Број становника према пописима |
| ------------------------------ | ------------------------------ | ------------------------------ |
| 1991                           | 2002                           | 2011                           |
| 98                             | 108                            | 102                            |

Напомена: Године 2007. извршена је мања размена територија између насеља Буковје и Горење.

## Галерија
- улаз у насеље
- панорама